# Pedro Leiva
Pedro Leiva fue un cacique indígena de Malacatos, Loja (Ecuador),  del siglo XVII al que se le atribuye el descubrimiento de los efectos antipalúdicos de la corteza del árbol de la quina (Cinchona officinalis).  Se conoce su existencia y su papel en el descubrimiento de la quina gracias a los testimonios del jesuita español Padre Juan López. Según el historiador Pío Jaramillo, en 1630, Pedro Leiva inició el tratamiento de las fiebres tercianas, también conocidas como paludismo, que afectaban a los españoles, administrando a los enfermos una corteza en polvo que en lengua kichwa se conoce como "cara-chuccho" o corteza de los fríos. Esta corteza se obtenía del árbol para los fríos o también llamado "yara-chuccho". Este árbol será denominado más tarde árbol de la quina y su corteza cascarilla. En el libro de Pío Jaramillo se recoge que: "Tiempo después cayó gravemente enfermo con fiebre intermitente Don Juan López de Cañizares, Corregidor de Loja", y ante la ineficacia de los tratamientos de los médicos de entonces se recurrió a Pedro Leiva quien le administró los amargos polvos preparados a partir de una planta que solo él conocía, sanando el paciente en poco tiempo.
En 1638, la Condesa doña Francisca Henríquez de Ribera esposa del Virrey del Perú, el Conde Luis Jerónimo Fernández de Cabrera y Bobadilla, se enfermó gravemente de fiebres tercianas. El padre jesuita Juan López le pidió a Pedro Leiva la corteza para curar a la Condesa: "Pedro Leiva dio al jesuita Juan López una cantidad de quina" y este a su vez al corregidor López de Cañizares, quien se apresuró a enviar a Lima la corteza de la quina. La Condesa tratada con los polvos se recobró y a partir de ese momento la quina se convirtió en el único remedio efectivo contra el paludismo, doscientos cincuenta años antes de que el microbiólogo Charles Louis Alphonse Laveran  descubra el parásito que causa la enfermedad.